# ジョン・キャンベル (第2代ブレダルバン＝ホランド伯爵)
第2代ブレダルバン＝ホランド伯爵ジョン・キャンベル（英語: John Campbell, 2nd Earl of Breadalbane and Holland、1662年11月19日 – 1752年3月23日）は、スコットランド貴族。1685年から1717年までグレノーシー卿の儀礼称号を使用した。

## 生涯
初代ブレダルバン＝ホランド伯爵ジョン・キャンベルと1人目の妻の次男として、1662年11月19日に生まれた。次男でありながら、1685年7月14日に父の継承者に指名され、1717年3月19日に父が死去するとブレダルバン＝ホランド伯爵の爵位を継承したが、その時点で兄ダンカン（1727年没）が存命だったため、1721年にジョン・キャンベルの継承権への異議が唱えられ、ダンカンの死後である1733年12月26日にようやく正式に確認された。
ホイッグ党に所属したが、1715年ジャコバイト蜂起でジャコバイトに加担した疑いで出頭を命じられた（ただし、ジェームズ老僭王への忠誠というよりは、一家の存続のためにわざと父と逆の立場をとったとされる）。ジョン・キャンベルは最終的には処罰されなかった。
1725年から1752年に死去するまでパースシャー統監を、1736年から1747年までスコットランド貴族代表議員を務めた。
1752年2月23日に死去、息子ジョンが爵位を継承した。

## 家族
1人目の妻はフランシス・キャヴェンディッシュ（Frances Cavendish、1660年6月25日 – 1690年2月4日、第2代ニューカッスル公爵ヘンリー・キャヴェンディッシュの娘）だった。1695年5月23日にヘンリエッタ・ヴィリアーズ（Henrietta Villiers、1720年2月1日没、サー・エドワード・ヴィリアーズの娘）と再婚、1男2女をもうけた。
- ジョン（英語版）（1696年3月10日洗礼 – 1782年1月26日） - 第3代ブレダルバン＝ホランド伯爵、政治家。子供あり
- シャーロット
- ヘンリエッタ（1766年1月27日没）